# Rye (Sussex Oriental)
Rye es una localidad situada en el distrito no metropolitano de Rother, en el condado de Sussex Oriental, Inglaterra, Reino Unido. En el censo de 2012 contaba con una población de 9 041 habitantes.
E. F. Benson se inspira en esta localidad para crear la población de Tilling, donde sitúa sus novelas de Mapp y Lucía.